# Félix Lefebvre
Félix Lefebvre (nascido em 19 de novembro de 1999) é um ator francês. Pelo seu papel como Alexis Robin no filme dramático Verão de 85, ele foi indicado para o prêmio César de melhor jovem ator em 2021.

## Filmografia

### Filmes
| Year | Título (título em português) | Papel            | Nota           |
| ---- | ---------------------------- | ---------------- | -------------- |
| 2018 | Les temps d'hiver            | Gabriel          | Curta-metragem |
| 2018 | School's Out                 | Paulin           |                |
| 2019 | Magie noire                  | Louis            | Curta-metragem |
| 2019 | When Comes The Night         | François         | Curta-metragem |
| 2020 | Une nuit, à travers champs   | Dylan            |                |
| 2020 | Le Diable au Coeur           | Alex             | Telefilme      |
| 2020 | Verão de 85                  | Alexis Robin     | [ 3 ]          |
| 2021 | Suprêmes                     | Sebastién Farran | [ 4 ]          |
| 2022 | La Passagère                 | Maxence          |                |
| 2023 | Mon crime                    | Gilbert Raton    |                |
| 2023 | Rien à perdre                | Jean-Jacques     |                |

### Televisão
| Ano       | Título                | Papel          | Nota        |
| --------- | --------------------- | -------------- | ----------- |
| 2017      | Section de recherches | Romain Mariani | 1 episódio  |
| 2017–2018 | The Chalet            | Julien Rodier  | 5 episódios |
| 2019      | Infidèle              | Luigi          | 6 episódios |